# أيزاياه باتل
أيزاياه باتل (بالإنجليزية: Isaiah Battle) هو لاعب كرة قدم أمريكية أمريكي، ولد في 10 فبراير 1993 في بروكلين في الولايات المتحدة.

## وصلات خارجية
- أيزاياه باتل على موقع مرجع كرة القدم المحترفة.كوم (الإنجليزية)